# Конец Луг (Казачинское муниципальное образование)
Конец Луг — упразднённая деревня в Казачинско-Ленском районе Иркутской области России. Входила в состав Казачинского муниципального образования.
Законом Иркутской области от 12 мая 2017 года № 26-ОЗ к селу Казачинское были присоединены деревни Испиритиха, Паузок, Берёзовка, Конец Луг.
Находится на правом берегу реки Киренга в 5 км к северо-востоку от центральной части села Казачинское.

## Население
| 2002 | 2010 | 2011 | 2012 |
| ---- | ---- | ---- | ---- |
| 31   | ↘20  | →20  | →20  |